# Hondroitin-sulfat-ABC endolijaza
Hondroitin-sulfat-ABC endolijaza (EC 4.2.2.20, hondroitinaza, hondroitin ABC eliminaza, hondroitinaza ABC, hondroitin ABC lijaza, hondroitin sulfat ABC lijaza, ChS ABC lijaza, hondroitin sulfat ABC endoeliminaza, hondroitin sulfat ABC endolijaza, ChS ABC lijaza I) je enzim sa sistematskim imenom hondroitin-sulfat-ABC endolijaza. Ovaj enzim katalizuje sledeću hemijsku reakciju
Endolitičko razlaganje (1->4)-beta-galaktozaminskih veza između N-acetilgalaktozamina i bilo D-glukuronske kiseline ili L-iduronske kiseline čime se formira smeša Delta4-nezasićenih oligosaharida različitih veličina koji se ultimatno degradiraju do Delta4-nezasićenih tetra- i disaharida
Ovaj enzim degradira mnoštvo glikozaminoglikana hondroitin-sulfat- i dermatan-sulfatnog tipa.

## Literatura
- Nicholas C. Price; Lewis Stevens (1999). Fundamentals of Enzymology: The Cell and Molecular Biology of Catalytic Proteins (Third изд.). USA: Oxford University Press. ISBN 019850229X.
- Eric J. Toone (2006). Advances in Enzymology and Related Areas of Molecular Biology, Protein Evolution (Volume 75 изд.). Wiley-Interscience. ISBN 0471205036.
- Branden C; Tooze J. Introduction to Protein Structure. New York, NY: Garland Publishing. ISBN 0-8153-2305-0.
- Irwin H. Segel. Enzyme Kinetics: Behavior and Analysis of Rapid Equilibrium and Steady-State Enzyme Systems (Book 44 изд.). Wiley Classics Library. ISBN 0471303097.

## Spoljašnje veze
- Chondroitin-sulfate-ABC+endolyase на 